# 希金斯鎮區 (阿肯色州康韋縣)
希金斯鎮區（英語：Higgins Township）是位於美國阿肯色州康韋縣的一個行政鎮區。

## 地方資料
希金斯鎮區的面積為21.90平方千米，當中陸地面積為21.83平方千米，而水域面積為0.07平方千米。根據2010年美國人口普查的數據，當地共有人口84人，而人口密度為每平方千米3.84人。